# Méryll Boulangeat
Méryll Boulangeat (* 6. September 1986 in Chambéry) ist eine ehemalige französische Freestyle-Skierin. Sie war auf Skicross spezialisiert und gehörte in dieser Disziplin zur Weltspitze.

## Biografie
Boulangeat wuchs im Wintersportort Tignes auf. Am 7. Januar 2004 nahm sie in Les Contamines erstmals an einem Skicross-Weltcuprennen teil und belegte dabei den 26. Platz. Elf Tage später folgte die erste Platzierung unter den besten zehn, als sie in Laax Siebte wurde. Damit sicherte sie sich endgültig die Aufnahme in die französische Nationalmannschaft. Der Durchbruch an die Weltspitze blieb zunächst aus. In der Saison 2004/05 war sie nie besser als Elfte, bei den Weltmeisterschaften 2005 in Ruka fuhr sie lediglich auf Platz 23.
Weitaus besser verlief für Boulangeat die Saison 2005/06: In allen fünf Rennen blieb sie in den Top 10 (darunter drei zweite Plätze), hinzu kam der Gewinn der Silbermedaille bei der Junioren-Weltmeisterschaften. Am 2. Februar 2007 konnte sie in Les Contamines erstmals ein Weltcuprennen gewinnen. Mit einem weiteren Podestplatz sicherte sie sich den dritten Rang in der Disziplinenwertung. In derselben Saison gewann sie die Silbermedaille bei den Weltmeisterschaften 2007 in Madonna di Campiglio (hinter Ophélie David), hinzu kam der Gewinn des französischen Meistertitels. Sie nahm auch an den X Games teil, wo sie Dritte wurde.
Am 16. Januar 2008 errang Boulangeat in Flaine den zweiten Weltcupsieg ihrer Karriere; zwei Monate später folgten zwei dritte Plätze, womit sie schließlich drittbeste Skicrosserin der Saison 2007/08 war. Boulangeats Leistungen in der Weltcupsaison 2008/09 waren sehr durchzogen und reichten von einem dritten Platz bis zu Platz 43. Bei den Weltmeisterschaften 2009 in Inawashiro kam eine weitere Medaille hinzu, die bronzene hinter Ashleigh McIvor und Karin Huttary. Wenige Wochen vor den Olympischen Winterspielen 2010 zog sich Boulangeat einen Kreuzbandriss im Knie zu, womit sie für den Rest der Saison ausfiel.
Nachdem ihr in den folgenden eineinhalb Jahren keine vorderen Weltcupplatzierungen mehr gelungen waren, wurde Boulangeat im Januar 2012 aus dem Kader des Französischen Skiverbandes entlassen. Sie startete bis Saisonende 2011/12 noch im Europacup und gab im Mai 2012 ihren Rücktritt bekannt.

## Erfolge

### Weltmeisterschaften
- Ruka 2005: 23. Skicross
- Madonna di Campiglio 2007: 2. Skicross
- Inawashiro 2009: 3. Skicross

### Juniorenweltmeisterschaften
- Krasnoe Ozero 2006: 2. Skicross

### Weltcup
- Saison 2005/06: 10. Gesamtweltcup, 4. Skicross-Weltcup
- Saison 2006/07: 3. Skicross-Weltcup
- Saison 2007/08: 7. Gesamtweltcup, 3. Skicross-Weltcup
- Saison 2008/09: 10. Skicross-Weltcup
- 9 Podestplätze, davon 2 Siege:

| Datum           | Ort            | Land       |
| --------------- | -------------- | ---------- |
| 2. Januar 2007  | Les Contamines | Frankreich |
| 16. Januar 2008 | Flaine         | Frankreich |

### Weitere Erfolge
- 3. Platz X Games 2007
- Französische Meisterin 2007